# Seznam slezských světců

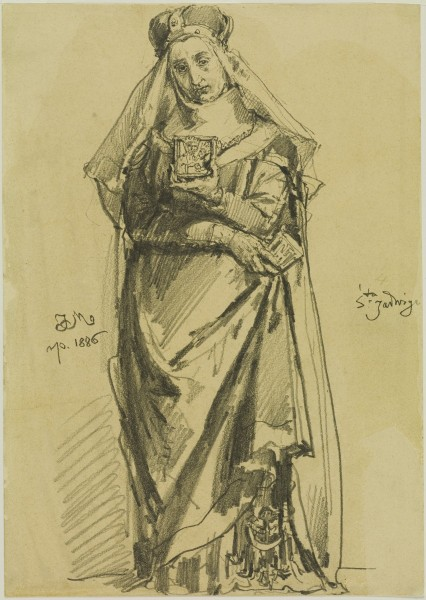
Sv. Hedvika Slezská

Toto je seznam slezských světců a blahoslavených. Obsahuje všechny patrony Slezska (českého i polského), kteří zde působili, narodili se, či zemřeli.

## Katolická církev

### Svatí
- sv. Hedvika Slezská – slezská kněžna
- sv. Hyacint Odřivous – kněz, dominikánský kazatel
- Sv. Terezie Benedikta od KřížeCt. Franciszek Blachnickisv. Jan Sarkander – kněz, mučedník

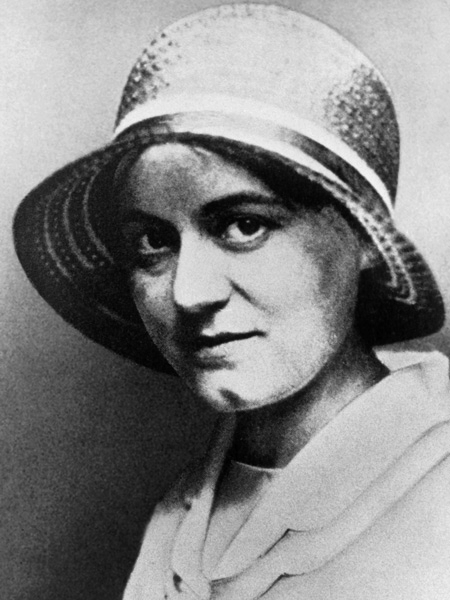
Sv. Terezie Benedikta od Kříže

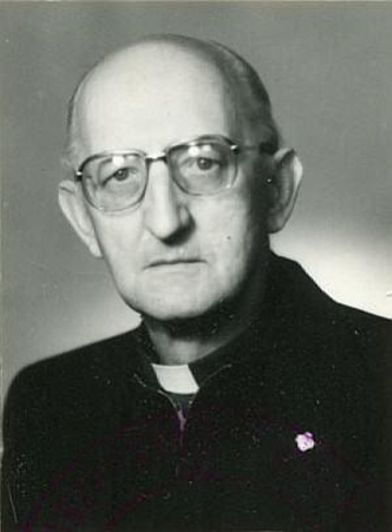
Ct. Franciszek Blachnicki

- sv. Melichar Grodecký – kněz, jezuita, mučedník
- sv. Terezie Benedikta od Kříže – mučednice, oběť nacismu

### Blahoslavení
- bl. Česlav Odřivous – kněz, dominikánský kazatel
- bl. Bronislava Polská – řeholnice a abatyše premonstrátského řádu
- bl. Karel Rakouský – král český, markrabě moravský, vévoda horního a dolního Slezska
- bl. Józef Czempiel – kněz, mučedník, oběť nacismu
- bl. Stanisław Kubista – kněz, mučedník, oběť nacismu
- bl. Ludwik Mzyk – kněz, řeholník Společnosti Božího Slova, mučedník, oběť nacismu
- bl. Maria Merkert – řeholnice, spoluzakladatelka kongregace Sester svaté Alžběty
- bl. Emil Szramek – kněz, mučedník, oběť nacismu
- bl. Jan František Macha – kněz, mučedník, oběť nacismu
- bl. Richard Henkes – německý kněz, mučedník, zemřel v koncentračním táboře Dachau (působil jako farář ve farnosti Strahovice na Hlučínsku)

### Kandidáti na blahořečení

#### Ctihodní
- ct. Ignác Stuchlý – kněz, salesián (pocházel z Boleslavi ve Slezsku)
- ct. Martin Středa – kněz, jezuita, působil v Brně (pocházel z Hlivic ve Slezsku)
- ct. Laura Meozzi – řeholnice salesiánské kongregace, působící ve Slezsku (pocházela z Itálie)
- ct. August Hlond – polský primas, kardinál, arcibiskup hnězdenský a varšavský
- ct. Rudolf Komorek – kněz, řeholník salesiánské kongregace, působící jako misionář v Brazílii
- ct. Franciszek Blachnicki – kněz, zakladatel několika řeholních institucí, politický vězeň komunistického režimu

#### Služebníci Boží
- Zita Bourbonsko-Parmská – poslední rakouská císařovna v letech 1916–1918, manželka rakouského císaře a vévody horního a dolního Slezska bl. Karla Rakouského[1]
- Ludwik Wrodarczyk – kněz, mučedník, oběť druhé světové války
- Franciszka Werner – řeholnice, spoluzakladatelka kongregace Sester svaté Alžběty
- Wilhelm Pluta – biskup zelenohorsko-gorzowský
- Paweł Barański – kněz, řeholník kongregace Svatého Ducha, mučedník, oběť nacismu
- Karol Golda – kněz, řeholník salesiánské kongregace, mučedník, oběť nacismu
- Euzebiusz Huchracki – kněz, řeholník řádu menších bratří, mučedník, oběť nacismu
- Franciszek Harazim – kněz, řeholník salesiánské kongregace, mučedník, oběť nacismu
- Franciszek Kałuża – kněz, řeholník jezuitského řádu, mučedník, oběť nacismu
- Jan Świerc – kněz, řeholník salesiánské kongregace, mučedník, oběť nacismu
- Józef Huwer – kněz, řeholník Společnosti Božího Slova, mučedník, oběť nacismu
- Roman Kozubek – kněz, řeholník Společnosti Božího Slova, mučedník, oběť nacismu
- Franciszek Miśka – kněz, řeholník salesiánské kongregace, mučedník, oběť nacismu
- Maria Dulcissima Hoffmann – řeholnice kongregace Sester Neposkvrněné Panny Marie, mystička

## Pravoslavná církev

### Svatí
- sv. Gorazd II. – arcibiskup pražský a moravsko-slezský, mučedník, oběť nacistického režimu